# 女生徒
《女生徒》是日本無賴派小說家太宰治的著作，是太宰治的讀者有明淑所寄來的日記為底本而創造出來的作品，描寫女學生一天當中對自我周遭環境的感觸，以及對自我心境的批判。另外本書裡頭包含多則短篇作品，都是太宰治中期以女性獨白形式抒發的作品。關於太宰治女性獨白形式抒發的作品另外有《維榮的妻》、《斜陽》。

## 收錄短篇
- 《皮膚與心》
- 《葉櫻與魔笛》
- 《燈籠》
- 《蟋蟀》
- 《等待》
- 《阿三》
- 《貨幣》
- 《羞恥》
- 《女生徒》
- 《千代女》
- 《招待夫人》
- 《十二月八日》
- 《誰都不知道》
- 《雪夜的故事》
- 《富岳百景》

## 外部連結
- 『女生徒』：新字新仮名 - 青空文庫（日語）（页面存档备份，存于）